# Метью Хоппе
Метью Хоппе (англ. Matthew Hoppe; нар. 13 березня 2001, Йорба-Лінда) — американський футболіст, нападник данського клубу «Сеннер'юск» та національної збірної США.

## Клубна кар'єра
Вихованець клубу «Страйкерс». У 17 років перебрася до Європи, де продовжив навчання в академії іспанської «Барселони», а згодом німецького «Шальке 04» з яким уклав контракт у червні 2019 року.
28 листопада 2020 дебютував у складі «Шальке 04» у грі проти «Боруссії» (Менхенгладбах). 9 січня 2021 відзначився хет-триком у переможному матчі 4–0 проти «Гоффенгайм 1899». Метью став першим американським футболістом, який вдзначився хет-триком у Бундеслізі.
10 серпня 2022 підписав контракт з англійським клубом «Мідлсбро». У першій половині 2023 року на правах оренди захищав кольори шотландського клубу «Гіберніан». 3 серпня 2023 перейшов також на правах оренди до «Сан-Хосе Ерсквейкс». На початку січня 2025 року «Мідлсбро» та Хоппе за обопільною згодою сторін розірвали контракт.
31 січня 2025 року Метью підписав дворічний контракт з данським клубом «Сеннер'юск».

## Виступи за збірну
2021 року дебютував в офіційних матчах у складі національної збірної США.
У складі збірної був учасником розіграшу Золотого кубка КОНКАКАФ 2021 року у США, здобувши того року титул континентального чемпіона.

## Статистика виступів

### Статистика виступів за збірну
Станом на 29 січня 2023 року
| Дата       | Місто        | Господарі | Результат  | Гості      | Турнір                            | Голи | Примітки |
| ---------- | ------------ | --------- | ---------- | ---------- | --------------------------------- | ---- | -------- |
| 15-7-2021  | Канзас-Сіті  | США       | 6 – 1      | Мартиніка  | Кубок КОНКАКАФ 2021 - 1-й етап    | -    | 58'      |
| 18-7-2021  | Канзас-Сіті  | США       | 1 – 0      | Канада     | Кубок КОНКАКАФ 2021 - 1-й етап    | -    | 75'      |
| 25-7-2021  | Арлінгтон    | США       | 1 – 0      | Ямайка     | Кубок КОНКАКАФ 2021 - чвертьфінал | 1    | 84'      |
| 29-7-2021  | Остін        | США       | 1 – 0      | Катар      | Кубок КОНКАКАФ 2021 - півфінал    | -    | 81'      |
| 1-8-2021   | Парадайз     | США       | 1 – 0 д.ч. | Мексика    | Кубок КОНКАКАФ 2021 - фінал       | -    | 120+2'   |
| 13-10-2021 | Коламбус     | США       | 2 – 1      | Коста-Рика | Відбір до ЧС 2022                 | -    | 73'      |
| 26-1-2023  | Лос-Анджелес | США       | 1 – 2      | Сербія     | товариський матч                  | -    | 63'      |
| 29-1-2023  | Карсон       | США       | 0 – 0      | Колумбія   | товариський матч                  | -    |          |
| Усього     |              | Матчів    | 8          |            | Голів                             | 1    |          |

## Титули і досягнення
Командні
- Переможець Золотого кубка КОНКАКАФ: 2021

Індивідуальні
- Бундесліга найкращий молодий гравець місяця: січень 2021[10]